# Karaops yurlburr
Espèce
Karaops yurlburr est une espèce d'araignées aranéomorphes de la famille des Selenopidae.

## Distribution
Cette espèce est endémique du Pilbara en Australie-Occidentale,. Elle se rencontre vers le lac Python.

## Description
La femelle holotype mesure 8,34 mm.

## Publication originale
- Crews, 2013 : Thirteen new species of the spider genus Karaops (Araneae: Selenopidae) from Western Australia. Zootaxa, no 3647, p. 443-469.